# Heptapterus mbya
Heptapterus mbya es una especie de peces Siluriformes de la familia Heptapteridae. Habita en aguas templado-cálidas del centro-este de América del Sur.

## Distribución
Heptapterus mbya es una especie endémica de las aguas templado-cálidas de los arroyos Cuña-Pirú, Moreno y Azul, todos son afluentes por la margen izquierda del río Paraná superior, en la provincia de Misiones norte de la mesopotamia, en el nordeste de la Argentina. Ese río pertenece a la cuenca del Plata. 

## Taxonomía
Esta especie fue descrita originalmente en el año 2011 por los ictiólogos María de las Mercedes Azpelicueta, Gastón Aguilera y Juan Marco Mirande.